# Vehicle-to-everything

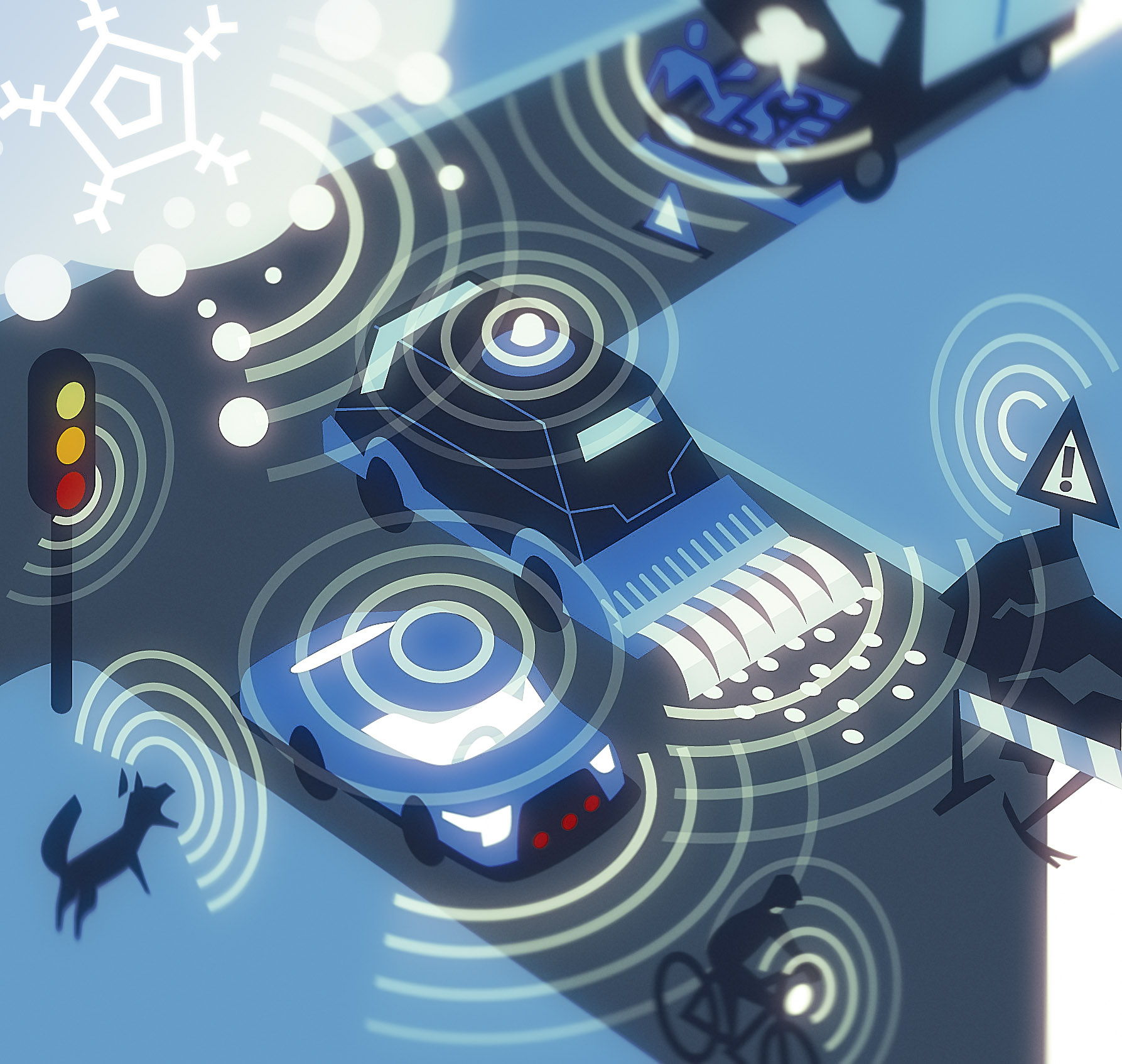
Vehicle to x (Ilustrație)

Vehicle-to-everything (V2X) se referă la comunicarea wireless între un vehicul și orice entitate care poate afecta sau poate fi afectată de vehicul. Cunoscut uneori sub denumirea de C-V2X, acest sistem de comunicare între vehicule are ca scop îmbunătățirea siguranței rutiere și eficienței traficului, reducând totodată poluarea și economisind energie.
Industriile auto și telecomunicații, împreună cu guvernul Statelor Unite, Uniunea Europeană și Coreea de Sud, promovează activ tehnologiile V2X și C-V2X ca soluții potențiale pentru salvarea vieților și reducerea poluării. Departamentul Transporturilor din SUA afirmă că tehnologiile V2X oferă beneficii semnificative în ceea ce privește siguranța transportului și mobilitatea. Conform estimărilor NHTSA din SUA, implementarea unui sistem V2V ar putea reduce accidentele rutiere cu cel puțin 13%, ceea ce ar conduce la o scădere anuală de 439.000 de accidente. Tehnologia V2X este deja utilizată în Europa și China.
Există două standarde pentru comunicațiile V2X dedicate, în funcție de tehnologia wireless utilizată: (1) bazată pe WLAN și (2) bazată pe celulare. V2X include, de asemenea, diverse tipuri specifice de comunicare, printre care:
- Vehicle-to-Device (V2D): utilizează Bluetooth sau WiFi-Direct, exemple includ Apple CarPlay⁠(d) și Google Android Auto⁠(d).
- Vehicle-to-Grid (V2G): schimb de informații cu rețeaua inteligentă pentru a echilibra mai eficient sarcinile.
  - Vehicle-to-Building (V2B), cunoscut și ca Vehicle-to-Home (V2H)
  - Vehicle-to-Load (V2L)
- Vehicle-to-Network (V2N) - comunicare bazată pe tehnologia celulară (3GPP) / 802.11p.
  - Vehicle-to-Cloud (V2C) - de exemplu, actualizări OTA (over-the-air), diagnosticare de la distanță a vehiculelor (DoIP).
  - Vehicle-to-Infrastructure (V2I): de exemplu, comunicație cu semafoare, marcaje de bandă și parcometre.
  - Vehicle-to-Pedestrian (V2P): se referă la comunicarea cu utilizatori vulnerabili ai drumului (VRU), cum ar fi pietonii, bicicliștii și scaunele cu rotile.[6]
  - Vehicle-to-Vehicle (V2V): schimb de date în timp real cu vehiculele din apropiere.

## Istoric
Proiectele de comunicare de la vehicul la vehicul pentru creșterea siguranței și reducerea accidentelor au început încă din anii 1970, cu inițiative precum Sistemul Electronic de Ghidare Rutieră (ERGS) din SUA și CACS din Japonia. Cele mai multe progrese în istoria rețelelor de vehicule au fost înregistrate în Statele Unite, Europa și Japonia.
Standardizarea sistemelor V2X bazate pe WLAN a fost promovată de IEEE, care a publicat prima specificație V2X bazată pe WLAN (IEEE 802.11p) în 2010. Această tehnologie permite comunicarea directă între vehicule (V2V) și între vehicule și infrastructură (V2I), fiind cunoscută sub numele de Dedicated Short Range Communication (DSRC). DSRC utilizează comunicații radio bazate pe standardul 802.11p.
În 2016, Toyota a fost primul producător auto global care a lansat vehicule echipate cu tehnologia V2X, folosind DSRC, disponibil doar în Japonia. GM a fost al doilea, comercializând un model Cadillac echipat cu DSRC V2X în Statele Unite.
În 2016, 3GPP a publicat specificațiile V2X bazate pe LTE, denumită „celular V2X” (C-V2X) pentru a o distinge de tehnologia V2X bazată pe 802.11p. C-V2X suportă atât comunicarea directă (V2V, V2I), cât și comunicarea pe scară largă prin rețele celulare (V2N).
Din decembrie 2017, un producător european de automobile a anunțat implementarea tehnologiei V2X bazate pe 802.11p începând cu 2019. Deși unele studii din 2017 și 2018 realizate de 5G Automotive Association (5GAA) sugerează că C-V2X este superioară 802.11p în mai multe aspecte, cum ar fi performanța și fiabilitatea, aceste afirmații sunt contestate de anumite studii, inclusiv un whitepaper publicat de NXP, o companie activă în domeniul V2X bazat pe 802.11p.
Tehnologia V2X poate fi utilizată în mod abuziv pentru a controla de la distanță vehiculele. De exemplu, poliția din Republica Cehă a anunțat, în 2024, dezvoltarea unui sistem de oprire de la distanță a vehiculelor, menționând că această procedură este legală conform legislației actuale.

## Prezentare generală a tehnologiei

### 802.11p (DSRC)
Comunicarea V2X originală utilizează tehnologia WLAN, funcționând direct între vehicule (V2V) și între vehicule și infrastructura de trafic (V2I). Acest sistem formează o rețea ad-hoc de vehicule atunci când două emițătoare V2X se află în raza de acțiune una de cealaltă, fără a necesita infrastructură de comunicații. Acest lucru este esențial pentru asigurarea siguranței în zone izolate sau slab dezvoltate. WLAN este bine adaptat pentru comunicarea V2X, datorită latenței sale reduse. Aceasta transmite mesaje cunoscute sub numele de „Cooperative Awareness Messages” (CAM) sau „Basic Safety Message” (BSM) și „Decentralized Environmental Notification Messages” (DENM). Alte mesaje relevante includ SPAT (Signal Phase and Timing Message), IVI (In Vehicle Information Message) și SRM (Service Request Message). Volumul de date pentru aceste mesaje este foarte scăzut. Tehnologia radio face parte din familia standardelor WLAN IEEE 802.11, fiind cunoscută în SUA ca Wireless Access in Vehicular Environments (WAVE) și în Europa ca ITS-G5.
Pentru a completa comunicarea directă, vehiculele pot fi echipate cu tehnologii tradiționale de comunicație celulară, care susțin servicii bazate pe V2N. Această extindere a fost implementată în Europa sub umbrela platformei C-ITS, integrând sisteme celulare și sisteme de difuzare (TMC/DAB+).

### 3GPP (C-V2X)
Comunicațiile V2X mai recente utilizează rețele celulare și sunt denumite cellular V2X (sau C-V2X) pentru a le diferenția de V2X bazate pe WLAN. Organizații industriale, cum ar fi 5G Automotive Association (5GAA), au promovat C-V2X datorită avantajelor sale, fără a ignora dezavantajele potențiale. C-V2X a fost definit inițial ca LTE în 3GPP Release 14 și este proiectat să funcționeze în mai multe moduri:
- Device-to-device (V2V și V2I)

- Device-to-network (V2N)

În 3GPP Release 15, funcționalitățile V2X au fost extinse pentru a suporta tehnologiile 5G. C-V2X permite atât comunicarea directă între vehicule (V2V), cât și comunicarea tradițională bazată pe rețele celulare. De asemenea, C-V2X oferă o cale de migrare către sistemele și serviciile bazate pe 5G, care pot implica incompatibilitate și costuri mai mari în comparație cu soluțiile bazate pe 4G.
Comunicarea directă între vehicul și alte dispozitive (V2V, V2I) utilizează interfața PC5. PC5 se referă la un punct de referință în care echipamentele utilizatorului (UE), cum ar fi telefoanele mobile, comunică direct între ele, fără a necesita o stație de bază nu este necesară. În cadrul arhitecturii sistemului, serviciul de proximitate (ProSe) specifică modul de comunicare directă între UE. În specificațiile 3GPP RAN, termenul „sidelink” se referă la comunicarea directă prin PC5. Interfața PC5 a fost inițial definită pentru a răspunde nevoilor de comunicații critice ale comunității de siguranță publică (Public Safety-LTE, sau PS-LTE) în Release 13. Aceasta permite agențiilor de aplicare a legii sau de salvare de urgență să utilizeze comunicarea LTE chiar și atunci când infrastructura nu este disponibilă, cum ar fi în cazul unui dezastru natural. Începând cu Release 14, utilizarea interfeței PC5 a fost extinsă pentru a răspunde diverselor nevoi ale pieței, inclusiv comunicarea care implică dispozitive portabile, cum ar fi ceasurile inteligente. În C-V2X, interfața PC5 este reaplicată pentru comunicarea directă în V2V și V2I.
Comunicarea celulară V2X în modul 4 se bazează pe o schemă distribuită de alocare a resurselor, denumită programare semipersistentă bazată pe detectare, care programează resursele radio într-o manieră autonomă în fiecare echipament utilizator (UE).
În plus față de comunicarea directă prin PC5, C-V2X permite, de asemenea, dispozitivelor C-V2X să utilizeze conexiunea la rețeaua celulară în mod tradițional prin interfața Uu. Uu se referă la interfața logică dintre UE și stația de bază. Aceasta este denumită, în general, V2N (Vehicle-to-Network). V2N este un caz de utilizare unic pentru C-V2X și nu există în V2X bazat pe 802.11p, având în vedere că acesta din urmă acceptă doar comunicarea directă. Totuși, similar cu V2X bazat pe WLAN, și în cazul C-V2X sunt necesare două radiouri de comunicare pentru a putea comunica simultan prin interfața PC5 cu stațiile din apropiere și prin interfața Uu cu rețeaua.
Deși 3GPP definește caracteristicile de transport de date care permit V2X, acesta nu include conținutul semantic V2X, ci propune utilizarea standardelor ITS-G5, cum ar fi CAM, DENM, BSM etc., peste caracteristicile 3GPP de transport de date V2X.

## Cazuri de utilizare
Prin comunicarea sa instantanee, V2X permite aplicații de siguranță rutieră, precum (lista nu este exhaustivă):
- Avertizare de coliziune frontală
- Avertizare de schimbare a benzii / avertizare de unghi mort
- Avertizare pentru frânarea electrică de urgență
- Asistență la deplasarea în intersecție
- Avertizare privind vehiculele de urgență din apropiere
- Avertizare pentru lucrări rutiere
- Platooning

În iunie 2024, Departamentul de Transport al SUA a anunțat că va acorda subvenții în valoare de 60 de milioane de dolari pentru a promova tehnologiile vehiculelor conectate și interoperabile printr-un program numit „Saving Lives with Connectivity: Programul de accelerare a implementării V2X”, prin care subvențiile acordate beneficiarilor din Arizona, Texas și Utah vor servi drept modele naționale pentru accelerarea și stimularea noilor implementări ale tehnologiilor V2X. Organismele europene de standardizare ETSI⁠(d) și SAE au publicat standarde referitoare la ceea ce ele consideră a fi cazuri de utilizare. Primele cazuri de utilizare se concentrează pe siguranța și eficiența rutieră. Organizații precum 3GPP și 5GAA introduc și testează continuu noi cazuri. 5GAA a publicat mai multe foi de parcurs care evidențiază potențialul și provocările tehnice ale noilor cazuri de utilizare. Unele dintre acestea abordează niveluri ridicate de automatizare.
C-V2X oferă cazuri de utilizare suplimentare, inclusiv informații despre drumurile alunecoase, lucrările rutiere și pericolele rutiere pentru autovehicule și camioane pe dealuri, în curbe și pe distanțe mai mari decât este posibil cu comunicațiile directe. De exemplu, Volvo a vândut mașini noi care avertizează alte vehicule Volvo cu privire la drumurile alunecoase din față, folosind comunicațiile C-V2X, începând din 2016 în Danemarca, și a anunțat că intenționează să extindă această funcționalitate pe alte piețe europene în timp.
Pe termen mediu, V2X este perceput ca un element cheie pentru conducerea autonomă, presupunând că i se va permite să intervină în conducerea efectivă. În acest caz, vehiculele ar putea să se alăture unor plutoane, așa cum fac vehiculele grele de marfă. Odată cu apariția mobilității conectate și autonome, discuțiile despre V2X sunt considerate a juca un rol important, în special în contextul teleoperațiilor pentru vehicule autonome și al platooning-ului.

## Istoricul standardizării

### IEEE 802.11p
Comunicarea V2X bazată pe WLAN se bazează pe un set de standarde elaborate de American Society for Testing and Materials⁠(d) (ASTM). Seria de standarde ASTM E 2213 se referă la comunicarea wireless pentru schimbul de informații de mare viteză între vehicule, precum și între vehicule și infrastructura rutieră. Primul standard din această serie a fost publicat în 2002, iar acronimul Wireless Access in Vehicular Environments (WAVE) a fost utilizat pentru prima dată în contextul comunicării V2X.
Începând cu 2004, Institutul Inginerilor Electrici și Electroniști (IEEE) a început să lucreze la accesul wireless pentru vehicule sub umbrela familiei sale de standarde IEEE 802.11 pentru rețele locale fără fir (WLAN). Standardul lor inițial pentru comunicarea wireless pentru vehicule este cunoscut sub numele de IEEE 802.11p și se bazează pe activitatea desfășurată de ASTM. Ulterior, în 2012, IEEE 802.11p a fost integrat în IEEE 802.11.
În jurul anului 2007, când IEEE 802.11p a devenit stabil, IEEE a început să dezvolte familia de standarde 1609.x, care standardizează aplicațiile și un cadru de securitate (IEEE utilizează termenul WAVE). La scurt timp după aceea, SAE a început să specifice standardele pentru aplicațiile de comunicare V2V, utilizând termenul DSRC pentru această tehnologie, termen care a fost introdus în SUA. În paralel, comitetul tehnic ETSI pentru Sistemul inteligent de transport (ITS) a început să elaboreze standarde pentru protocoale și aplicații, inventând termenul ITS-G5. Toate aceste standarde se bazează pe tehnologia IEEE 802.11p.
Între 2012 și 2013, Asociația Japoneză a Industriilor și Afacerilor Radio (ARIB) a specificat, de asemenea, un sistem de comunicații V2V și V2I în banda de frecvență de 700 MHz, bazat pe IEEE 802.11.
În 2015, ITU a publicat un rezumat al standardelor V2V și V2I utilizate la nivel mondial, cuprinzând sistemele specificate de ETSI, IEEE, ARIB și TTA (Telecommunication Technology Association din Republica Coreea).

### 3GPP
3GPP a început activitatea de standardizare a Cellular V2X (C-V2X) în Release 14 în 2014, bazându-se pe LTE ca tehnologie de bază. Specificațiile au fost publicate în 2017. Deoarece funcționalitățile C-V2X se bazează pe LTE, acesta este adesea denumit LTE-V2X. Domeniul de aplicare al funcționalităților suportate de C-V2X include atât comunicarea directă (V2V, V2I), cât și comunicarea prin rețeaua celulară de zonă largă (V2N).
În Release 15, 3GPP a continuat standardizarea C-V2X pentru a se baza pe 5G. Specificațiile au fost publicate în 2018, pe măsură ce Release 15 se apropie de finalizare. Termenul 5G-V2X este adesea utilizat pentru a indica tehnologia de bază, în contrast cu V2X bazat pe LTE (LTE-V2X). În ambele cazuri, C-V2X este terminologia generică care se referă la tehnologia V2X care utilizează tehnologia celulară, indiferent de generația specifică de tehnologie.
În Release 16, 3GPP îmbunătățește în continuare funcționalitatea C-V2X, iar activitatea este în curs de desfășurare. Astfel, C-V2X este pregătită pentru viitor prin sprijinirea căii de migrare către 5G.
Au fost efectuate studii și analize pentru a compara eficiența tehnologiilor de comunicare directă între LTE-V2X PC5 și 802.11p din perspectiva evitării accidentelor și reducerii numărului de răniți. Studiul arată că LTE-V2X atinge un nivel mai ridicat de evitare a accidentelor și de reducere a numărului de răniți. De asemenea, studiul indică faptul că LTE-V2X realizează un procent mai mare de livrare reușită a pachetelor și o rază de comunicare extinsă. Un alt rezultat al simulării la nivel de legătură și sistem indică faptul că, pentru a obține aceeași performanță a legăturii, atât pentru scenariile cu vizibilitate directă (LOS), cât și pentru cele fără vizibilitate directă (NLOS), se poate obține un raport semnal-zgomot (SNR) mai scăzut cu interfața LTE-V2X PC5 în comparație cu IEEE 802.11p.
Soluția V2X bazată pe telefonie mobilă oferă, de asemenea, posibilitatea de a proteja alte tipuri de utilizatori ai drumului (de exemplu, pietoni și bicicliști) prin integrarea interfeței PC5 în smartphone-uri, integrând efectiv acești utilizatori în soluția globală C-ITS. Vehicle-to-Person (V2P) include scenarii pentru utilizatorii vulnerabili ai drumului (VRU) pentru a detecta pietonii și bicicliștii, în scopul evitării accidentelor și vătămărilor.
Deoarece atât comunicarea directă, cât și comunicarea prin rețele celulare de mare acoperire sunt definite în același standard (3GPP), ambele moduri de comunicare vor fi probabil integrate într-un singur chipset. Comercializarea acestor seturi de cipuri îmbunătățește economia de scară și deschide posibilități pentru o gamă mai largă de modele de afaceri și servicii care utilizează ambele tipuri de comunicații.

## Istoricul de reglementare

### Statele Unite ale Americii
În 1999, Comisia Federală pentru Comunicații din SUA (FCC) a alocat 75 MHz în spectrul de frecvență 5,850-5,925 GHz pentru sistemele inteligente de transport (ITS).
De atunci, Departamentul Transporturilor din SUA (USDOT) a colaborat cu o serie de părți interesate în domeniul V2X. În 2012, a fost implementat un proiect de pre-dezvoltare în Ann Arbor, Michigan, care a implicat 2.800 de vehicule, inclusiv autoturisme, motociclete, autobuze și vehicule grele de marfă de diverse mărci, folosind echipamente de la diferiți producători. Administrația Națională pentru Siguranța Traficului pe Autostrăzi din SUA (NHTSA) a considerat acest model de implementare ca o dovadă că siguranța rutieră poate fi îmbunătățită și că tehnologia standard WAVE este interoperabilă. În august 2014, NHTSA a publicat un raport susținând că tehnologia vehicle-to-vehicle (V2V) a fost demonstrată din punct de vedere tehnic ca fiind pregătită pentru implementare. La 20 august 2014, NHTSA a publicat un ANPRM (Advance Notice of Proposed Rulemaking) în Federal Register, afirmând că beneficiile în materie de siguranță ale comunicațiilor V2X ar putea fi obținute doar dacă o parte semnificativă a parcului de vehicule ar fi echipată cu această tehnologie. Din cauza lipsei unui beneficiu imediat pentru primii utilizatori, NHTSA a propus o introducere obligatorie a tehnologiei. La 25 iunie 2015, Camera Reprezentanților din SUA a organizat o audiere pe această temă, în cadrul căreia NHTSA, împreună cu alte părți interesate, a susținut argumentele în favoarea V2X.
La 18 noiembrie 2020, FCC a realocat 45 MHz din intervalul 5,850-5,895 GHz pentru Wi-Fi, lăsând restul benzii V2X pentru C-V2X, citând eșecul DSRC de a decola. Organizațiile de advocacy ITS America și American Association of State Highway and Transportation Officials au dat în judecată FCC, argumentând că decizia dăunează utilizatorilor DSRC; la 12 august 2022, un tribunal federal a permis ca realocarea să continue.

### Europa
Pentru a obține spectrul la nivelul Uniunii Europene, aplicațiile radio necesită un standard armonizat, iar în cazul ITS-G5, acesta este ETSI EN 302 571, publicat pentru prima dată în 2008. Un standard armonizat necesită un document de referință al sistemului ETSI, cum ar fi ETSI TR 101 788. Decizia 2008/671/CE a Comisiei armonizează utilizarea benzii de frecvențe 5875-5905 MHz pentru aplicațiile ITS privind siguranța transporturilor. În 2010, a fost adoptată Directiva ITS 2010/40/UE, care urmărește să garanteze interoperabilitatea aplicațiilor ITS și să permită funcționarea acestora dincolo de frontierele naționale, definind domeniile prioritare pentru legislația secundară care acoperă V2X și impunând ca tehnologiile să fie mature.
În 2014, „C-ITS Deployment Platform”, parte interesată a Comisiei Europene, a început să lucreze la un cadru de reglementare pentru V2X în UE. Aceasta a identificat abordări-cheie pentru o infrastructură de securitate V2X cu chei publice (PKI) și pentru protecția datelor la nivelul UE, precum și facilitarea unui standard de atenuare pentru a preveni interferențele radio între sistemele V2X bazate pe ITS-G5 și sistemele de taxare rutieră. Comisia Europeană a recunoscut ITS-G5 ca tehnologie de comunicare inițială în planul său de acțiune 5G și în documentul explicativ aferent, pentru a forma un mediu de comunicare combinat din ITS-G5 și comunicații celulare, așa cum prevăd statele membre ale UE.
Există diverse proiecte de pre-dezvoltare la nivelul UE sau al statelor membre ale UE, cum ar fi SCOOP@F, Testfeld Telematik, laboratorul digital de testare Autobahn, coridorul ITS Rotterdam-Viena, Nordic Way, COMPASS4D și C-ROADS. De asemenea, există scenarii reale de implementare a standardului V2X. Primul proiect comercial în care standardul V2X este utilizat pentru asistența în mișcarea în intersecție a fost realizat în orașul Brno, Republica Cehă, unde 80 de intersecții sunt controlate de standardul de comunicare V2X de la vehiculele de transport public ale municipalității Brno.

## Alocarea spectrului
Alocarea spectrului pentru C-ITS în diferite țări este prezentată în tabelul următor. Datorită standardizării V2X în 802.11p, care a precedat standardizarea C-V2X în 3GPP, alocarea spectrului a fost inițial destinată sistemului bazat pe 802.11p. Cu toate acestea, reglementările sunt neutre din punct de vedere tehnologic, astfel încât implementarea C-V2X nu este exclusă.
În 2022, instanțele federale americane au declarat că FCC poate realoca 45 MHz din spectrul V2X operatorilor de telefonie mobilă și wireless, invocând ani de zile de neutilizare de către constituenții V2X.
| Țară                       | Spectrul (MHz)             | Lățimea de bandă alocată (MHz) |
| -------------------------- | -------------------------- | ------------------------------ |
| Australia                  | 5855 – 5925                | 70                             |
| China                      | 5905 - 5925                | 20                             |
| Europa                     | 5875 – 5905                | 30                             |
| Japonia                    | 755,5-764,5 și 5770 – 5850 | 9 și 80                        |
| Coreea                     | 5855 – 5925                | 70                             |
| Singapore                  | 5875 – 5925                | 50                             |
| Statele Unite ale Americii | 5895 - 5925                | 30                             |

## Luarea în considerare în perioada de tranziție
Implementarea tehnologiei V2X (fie C-V2X, fie produse bazate pe 802.11p) va avea loc treptat, în timp. Autoturismele noi vor fi echipate cu oricare dintre cele două tehnologii începând cu anul 2020, iar proporția lor pe șosele este de așteptat să crească treptat. Volkswagen Golf de generația a 8-a a fost primul autoturism echipat cu tehnologia V2X bazată pe tehnologia NXP. Între timp, vehiculele existente (moștenite) vor continua să circule pe șosele. Acest lucru implică faptul că vehiculele V2X vor trebui să coexiste cu vehiculele neV2X (vechi) sau cu vehicule V2X dotate cu tehnologii incompatibile.
Principalele obstacole în calea adoptării acestei tehnologii sunt problemele juridice și faptul că, dacă nu este adoptată de aproape toate vehiculele, eficacitatea sa este limitată. Săptămânalul britanic The Economist a susținut în 2016 că conducerea autonomă este determinată mai mult de reglementări decât de tehnologie.
Cu toate acestea, un studiu din 2017 a indicat că există beneficii în reducerea accidentelor rutiere chiar și în perioada de tranziție în care tehnologia este adoptată pe piață.